# Gordon Mathers
Gordon Mathers (Brisbane, 29 september 1981) is een Australische darter die uitkomt voor de PDC. Hij haalde zijn tourkaart voor 2021/2022 door op de UK Q-School van 2021 als achtste op de Q-School Order of Merit te eindigen.

## Carrière
In 2017 eindigde Mathers op de eerste plek van de Australische Tour, waardoor hij zich plaatste voor het PDC WK 2018. In 2020 eindigde Mathers opnieuw op de eerste plek van de Australische Tour, hierdoor deed hij in 2021 voor de tweede keer mee aan het PDC WK. Tijdens de UK Q-School 2021 eindigde hij hoog genoeg om een tourkaart te winnen voor 2021 en 2022. Hij maakte dus ook zijn debuut op de UK Open in 2021. Op het PDC WK van 2022 was hij actief als vervanger van Juan Rodriguez.

## Resultaten op Wereldkampioenschappen

### PDC
- 2018: Laatste 72 (verloren van Seigo Asada met 1-2)
- 2021: Laatste 96 (verloren van Max Hopp met 0-3)
- 2022: Laatste 96 (verloren van Jason Heaver met 1-3)
- 2025: Laatste 96 (verloren van Ricky Evans met 2-3)